# Cousinia lepida
Cousinia lepida là một loài thực vật có hoa trong họ Cúc. Loài này được Bunge ex Boiss. mô tả khoa học đầu tiên năm 1875.